# Gerin V-6E Varivol

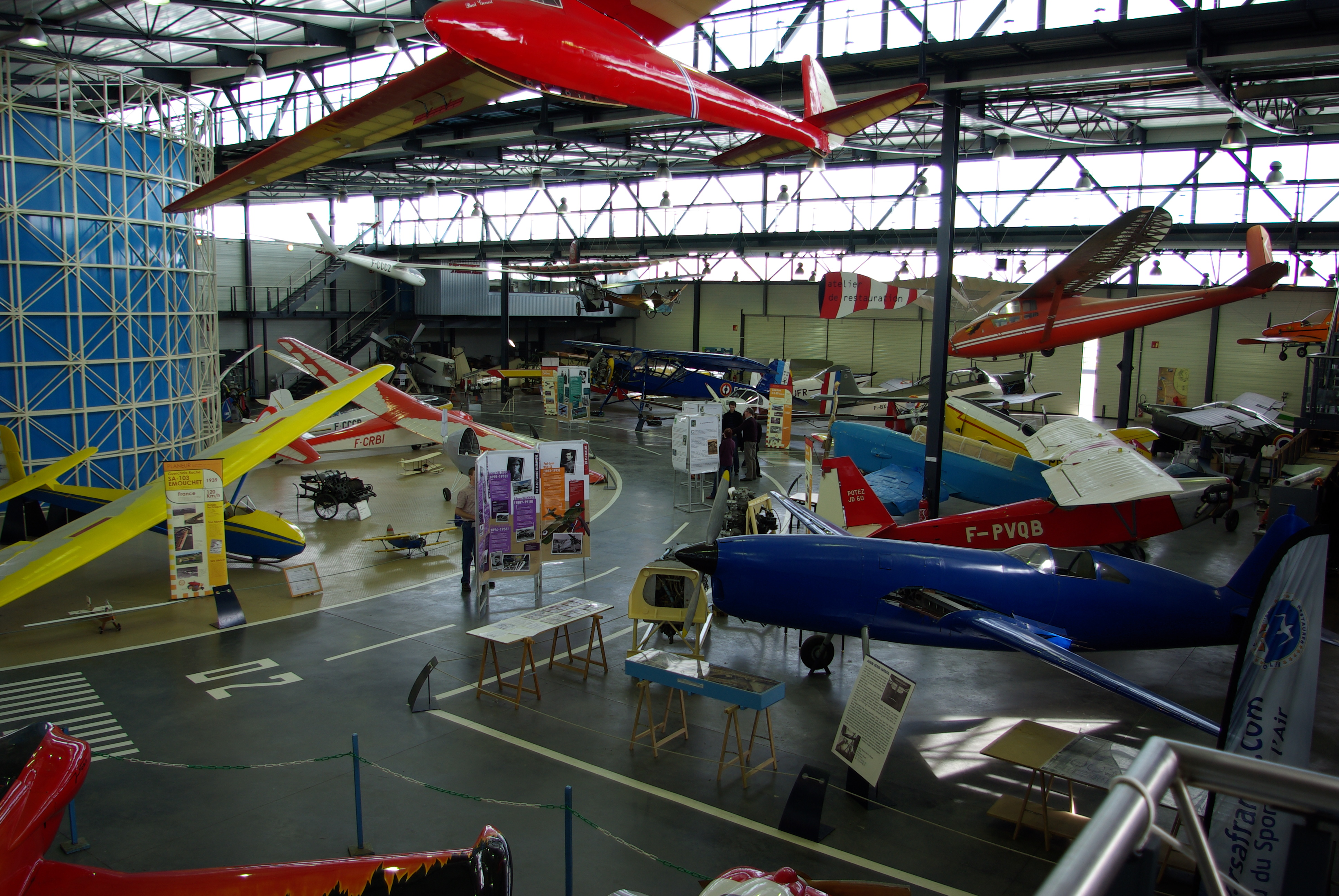
En bleu, le Gérin V.6e Varivol conservé par le musée régional de l'air d'Angers-Marcé.

Le Gerin V-6E Varivol est un prototype d'avion à envergure variable de la fin des années 1930. Il peut faire varier l'envergure et la surface alaire et donc l'allongement  ; l'aile se rétracte dans le fuselage pour diminuer la traînée en vol de croisière, et est étendue pour les décollages et les atterrissages pour profiter d'une surface alaire importante.
Il est aujourd’hui conservé et exposé au musée régional de l'air d'Angers-Marcé.